# Гаррі Джекс
Гаррі Джекс (англ. Harry Jacks) при народжені Герман Джекелес (англ. Herman Jekeles, 5 серпня 1908, Дубівці, Австро-Угорщина — 19 серпня 1994, Хейвлок-Норт, Нова Зеландія) — ново-зеландський солдат, науковець, ботанік-фітопатолог, лектор.

## Біографія
Народився в селі Дубівці, яке на той час перебувало під владою Австро-Угорщини, в сім'ї євреїв. Дитиною пережив першу світову війну. Після війни навчався в школі, а на канікулах, дізнавався про рослинництво й тваринництво на сімейні фермі. Він почав навчатись в університеті 1926 року і отримав деяку військову підготовку. З 1928 року вивчав сільське господарство в Університеті Нансі у Франції, який закінчив у 1932-1933 з диплом. Після повернення на батьківщину, що в той час була під владою Румунії, він працював в сільському і лісовому господарстві. В кінці 1930-х років, з загрозою війни він залишив свою батьківщину. Герман Джекелес прибув до Нової Зеландії 12 червня 1939 року. Він оселився в Хокс-Бей і купив невелику ферму в Te Мата. 4 серпня він змінив своє ім'я на Гаррі Джекс. В наступному місяці в університеті Нової Зеландії, йому надали ступінь бакалавра сільськогосподарських наук у знак визнання його французького диплому. Шість місяців опісля він отримав ступінь магістра сільськогосподарської науки. В кінці 1939 року він увійшов до складу бюро заводу досліджень DSIR в Окленді.
Його твори і вірші, опубліковані при його виході на пенсію. В останні роки він став напіввідлюдником. Гаррі Джекс помер в Хейвлок-Норті 19 серпня 1994 року.